# Роберт III (король Шотландії)
Роберт III (англ. Robert III, 14 серпня 1337 — 4 квітня 1406) — король Шотландії з 1390 до 1406 року. 2-й представник династії Стюартів на троні.

## Життєпис

### Молоді роки
Народився у замку Ротсей у родині Роберта II, короля Шотландії та Єлизавети Мур. При народженні отримав ім'я Джон. У 1367 році йому надано титул графа Атолльського, а у 1368 році — графа Карріка.
Старий король у 1383 році передав владу над країною Джону Каррікському, а сам залишився номінальним володарем. Втім у 1389 році внаслідок нещасного випадку Джон став інвалідом й передав свої повноваження брату — Роберту, герцогу Олбані.

### Правління
Після смерті батька у 1390 році Джон стає новим королем. Він змінює своє ім'я на Роберта. З цього моменту править як Роберт III. Втім новий король фактично не керував країною. Цим продовжував займатися його брат Роберт Олбані.
Фактична відсутність короля спричинила посилення шотландських баронів. Вони захопили владу над Шотландією. Податки майже не збиралися, доходи були лише від власне королівських маєтків. До цього додалося постійне протистояння магнатів. гірська частина підпала під владу напівнезалежного володаря Дональда МакДональда, лорда Островів.
В цій ситуації син Роберта III — Давид, герцог Ротсей вирішив відсторонити Роберта Олбані від влади. У 1398—1399 роках точилася боротьба між ним. У 1399 році Давид Ротсей домігся, щоб парламент відсторонив Роберта від влади. Втім смерть графа Арчибальда Дугласа, союзника Давида Ротсея, спричинила послаблення позицій останнього. У 1402 році Роберт Олбані домігся арешту Давида та запроторив того до в'язниці, де королівський син й помер.
Внутрішню ситуацію погіршували сутички з Англією. Їх спричиняли своєвільні шотландські барони. Це ще більше послаблювало центральну владу.
У 1406 році Роберт III відправив спадкоємця трона Якова — до Франції. Втім у морі він був захоплений англійським флотом. Довідавшись про це, король Роберт III Стюарт помер 4 квітня 1406 року.

## Родина
Арабела Драммонд
Діти:
- Елізавета, дружина Джеймс Дугласа. лорда Даркейта
- Маргарита — дружина графа Арчибальда Дугласа
- Давид (1378—1402), герцог Ротсей
- Яків (1394—1437)